# Pinosia glandulosa
Pinosia glandulosa är en nejlikväxtart som beskrevs av Brother Alain. Pinosia glandulosa ingår i släktet Pinosia och familjen nejlikväxter. Inga underarter finns listade i Catalogue of Life.